# Podmol
Podmol es un pueblo ubicado en el municipio de Prilep, en la región de Pelagonia, Macedonia del Norte.

## Superficie
Cuenta con una superficie de 12,80 kilómetros cuadrados.

## Demografía
Hasta 2021 la población era de 110 habitantes, con una densidad de población de 8,594 habitantes por kilómetro cuadrado.
| Gráfica de evolución demográfica de Podmol entre 1981 y 2021                         |
|                                                                                      |
| Datos según Population statistics of Eastern Europe & former USSR y City Population. |